# 富士フイルム和光純薬
富士フイルム和光純薬株式会社（ふじフイルムわこうじゅんやく）は、日本の化学会社。本社所在地は大阪府大阪市中央区道修町。
旧社名は和光純薬工業株式会社（わこうじゅんやくこうぎょう）。かつては武田薬品工業の子会社であったが、2017年4月に株式公開買い付け（TOB）により富士フイルム傘下に入った。

## 概要
主力製品として試薬・化成品・臨床検査薬を製造する、国内試薬メーカー最大手。
1922年（大正11年）、武田長兵衞商店（現・武田薬品工業株式会社）の化学薬品部門を分離し、「武田化学薬品株式会社」として発足。1947年（昭和22年）に「和光純薬工業株式会社」へ社名変更した。
2016年（平成28年）10月に親会社であった武田薬品工業が競売を実施。富士フイルム・日立化成・カーライル・グループ（米投資ファンド）が応札していたが、12月15日、医療分野拡大を進める富士フイルムが買収し、完全子会社化することが発表された。買収額は1547億円としている。2017年（平成29年）4月に富士フイルムの子会社となった。グループ入り後は、2018年4月に富士フイルムファインケミカルズ、2019年4月にアイエスジャパンを順次統合している。
試薬の取り扱い数は60万品目を超え、純度が高いことで有名である。

### その他
- 他社に先駆け、取り扱い試薬・抗体を検索可能なサイトを整備した[4]。
- かつては武田薬品グループに属していたため、同社のロゴは武田薬品のロゴ（2019年まで国内向け製品に使用されていた「ウロコ印」）[5]の赤白を反転させたものであった。現在のロゴは富士フイルムグループ統一ロゴとなり、製品ブランドロゴは海外と同一のものに変更されている[6]。
- 全国に販売店を有する[7]。

## 事業内容
- 試薬化成品事業部（試薬部門、化成品部門）、臨床検査薬事業部の研究開発・製造・販売

## 沿革
- 1922年（大正11年）6月5日 - 武田長兵衞商店（現・武田薬品工業）の化学薬品部門を分離し、武田化学薬品株式会社として設立。
- 1935年（昭和10年） - 東京支店を開設。
- 1940年（昭和15年） - 大阪支店を開設。
- 1944年（昭和19年） - 東京工場を開設。
- 1947年（昭和22年） - 社名を和光純薬工業株式会社に変更。
- 1952年（昭和27年） - 本社を現在地に移転。
- 1964年（昭和39年） - 東京工場を現在地に移転。
- 1967年（昭和42年） - 東京と大阪の両研究所を竣工。
- 1968年（昭和43年） - 兵庫県赤穂市に播磨工場、フランスにパリ駐在所を開設。
- 1970年（昭和45年） - デュッセルドルフ駐在所を開設、パリ駐在所が閉鎖。
- 1972年（昭和47年） - 本社社屋を竣工。
- 1974年（昭和49年） - 100%出資の現地法人・ドイツ和光純薬有限会社を設立。
- 1978年（昭和53年） - ダラス駐在員事務所を開設。
- 1981年（昭和56年） - 100%出資の現地法人・米国和光純薬株式会社を設立。
- 1983年（昭和58年） - ドイツ和光純薬有限会社ユーデスハイム工場が竣工。ノイス駐在員事務所を開設、デュッセルドルフ駐在所を閉鎖。
- 1988年（昭和63年） - 三重県三重郡に三重工場を竣工。
- 1989年（平成元年） - 東部配送センターを建設。米国和光純薬株式会社が現在地に移転。リッチモンド駐在員事務所を開設、ダラス駐在員事務所を閉鎖。
- 1990年（平成2年） - 宮崎県宮崎郡清武町（現・宮崎市清武町）に宮崎工場を開設（現・富士フイルムワコーケミカル株式会社）。米国和光純薬株式会社リッチモンド工場が竣工。
- 1991年（平成3年） - 西部配送センターを建設、松本工場を開設。
- 1994年（平成6年） - ドイツ和光純薬有限会社ハーフェン工場が竣工。
- 2004年（平成16年） - 愛知県豊橋市に愛知工場を開設、米国和光純薬株式会社ロサンゼルス営業所が開設、臨床検査薬事業部 品質マネジメントシステムを設置。
- 2005年（平成17年） - 米国和光純薬株式会社がボストン営業所及びマウンテンビューR&Dセンターを開設。
- 2010年（平成22年） - 上海駐在員事務所を開設。
- 2012年（平成24年） - 当社100%出資の現地法人・米国和光ホールディングス株式会社を設立。
- 2014年（平成26年） - 東京支店・東京営業所を統合し、東京本店（日本橋本町東急ビル）を開設。
- 2015年（平成27年） - 株式会社シバヤギ（現・富士フイルムワコーシバヤギ）を買収。
- 2017年（平成29年） - 富士フイルムの子会社となる。
- 2018年（平成30年） - 4月1日付で富士フイルムファインケミカルズ株式会社を吸収合併[8]するとともに、社名を富士フイルム和光純薬株式会社へ変更[9]。
- 2019年（平成31年）
  - 2月18日 - 当社100%出資の子会社として、創薬支援や検査業務の受託を主に行う富士フイルム和光バイオソリューションズ株式会社を設立[10]。
  - 4月1日 - 2018年6月に富士フイルムの子会社となった株式会社アイエスジャパンを統合[11]。

## コーポレートメッセージ[12]
- 「科学技術の振興と学術研究の進展に寄与し、人々の豊かな暮らしに貢献する」
- 「次の科学のチカラでありたい。」

## 事業所一覧
- 本社
  - 〒540-8605 - 大阪市中央区道修町3丁目1-2（武田新和ビル）
- 本社東館
  - 〒540-8605 - 大阪市中央区道修町2丁目3-8（武田北浜ビル）
- 東京本店
  - 〒103-0023 - 東京都中央区日本橋本町2丁目4-1（日本橋本町東急ビル6階-8階）

### 営業所
- 北海道営業所（北海道地方エリア担当）
  - 〒060-0001 - 札幌市中央区北1条西13丁目4（タケダ札幌ビル4階）
- 東北営業所（東北地方エリア担当）
  - 〒980-0014 - 仙台市青葉区本町2丁目18-21（タケダ仙台ビル5階）
- 筑波営業所（北関東地方エリア担当）
  - 〒305-0005 - 茨城県つくば市天久保2丁目4-20
- 横浜営業所（神奈川県エリア担当）
  - 〒231-0005 - 横浜市中区本町2-22（京阪横浜ビル3階）
- 長野営業所（甲信越地方エリア担当）
  - 〒390-0842 - 長野県松本市征矢野2丁目7-16（上條ビル1階）
- 東海営業所（東海地方エリア担当）
  - 〒465-0018 - 名古屋市名東区八前2丁目914
- 中国営業所（中国・四国地方エリア担当）
  - 〒735-0024 - 広島市南区比治山本町16-35（広島産業文化センター8階）
- 九州営業所（九州地方・沖縄県エリア担当）
  - 〒813-0062 - 福岡市東区松島3丁目22-30

### 出張所
- 静岡出張所（静岡県エリア担当）
  - 〒422-8062 - 静岡市駿河区八幡1丁目1-17（あらしおビル2階）
- 北陸出張所（北陸地方エリア担当）
  - 〒920-1155 - 石川県金沢市朝霧台2丁目27

### 工場・研究所
- 大阪工場、臨床検査薬研究所、ライフサイエンス研究所
  - 〒661-0963 - 兵庫県尼崎市高田町6丁目1
- 東京工場、機能性材料研究所
  - 〒350-1101 - 埼玉県川越市的場1633
- 広野工場
  - 〒979-0401 - 福島県双葉郡広野町上北迫字岩沢1-34
- 平塚工場
  - 〒254-0016 - 神奈川県平塚市八幡5-2-3
- 愛知工場
  - 〒441-0153 - 愛知県豊橋市新西浜町2丁目2
- 三重工場
  - 〒510-0222 - 三重県三重郡菰野町大字大強原2613-2
- 播磨工場
  - 〒678-0254 - 兵庫県赤穂市折方1543
- 大分工場
  - 〒870-0941 - 大分県大分市下郡字中新地3410-2

### 海外
- 和光純耀（上海）化学有限公司
  - 上海市徐匯区肇嘉浜路789号均瑶 国際広場26階C1-C2室
- 富士膠片精細化学（無錫）有限公司
  - 江蘇省無錫市新呉区錫興路55号
- FUJIFILM Wako Chemicals Europe GmbH
  - Fuggerstrasse 12 D-41468 Neuss GERMANY
- FUJIFILM Wako Holdings U.S.A. Corporation / FUJIFILM Wako Chemicals U.S.A. Corporation
  - 1600 Bellwood Road Richmond, VA 23237, U.S.A.
- FUJIFILM Wako Diagnostics U.S.A. Corporation
  - 1025 Terra Bella Ave. Mountain View, CA 94043, U.S.A.
- Wako Automation USA, Inc.
  - 11575 Sorrento Valley Road, Suite 207 San Diego, CA 92121, U.S.A.